# Oddi Helgason
Oddi Helgason (soprannomato Stjörnu-Oddi; 1070/80  circa – 1140/50 circa) lavorò come contadino nel XII secolo in Islanda settentrionale, ed acquisì importanti conoscenze astronomiche attraverso un'attenta osservazione.
Oddi riassunse i suoi studi in un'opera intitolata Oddatala, dove segnò la posizione del sole per ogni giorno dell'anno in Islanda, e calcolò la data dei solstizi di estate ed inverno e le loro direzioni usando la navigazione vichinga come utile fonte d'orientamento, dato che in quel periodo ancora non esistevano strumenti di navigazione.

## L'Oddatala
L'Oddatala (islandese per storia di Oddi) è la sola opera conosciuta di Oddi (nome acquisito da Oddi Helgason). Stampato, il testo è solo un paio di pagine lunghe divise in tre capitoli. Il primo capitolo presenta l'esatta data e ora dei solstizi e la relazione con l'anno bisestile. Nel secondo capitolo Oddi specifica la posizione del sole durante l'anno, e nell'ultimo la direzione di alba e tramonto durante l'anno.

## Contesto storico
Nell'XI e XII secolo fu introdotto il calendario giuliano, e dovette essere aggiustato in base ai parametri locali. Le osservazioni di Oddi diedero un importante contributo per il corretto adattamento del calendario cristiano. Dopo il tempo in cui visse Oddi, le osservazioni locali di prima mano persero importanza a causa della crescita della diffusione dei libri.